# Michelin Polska
Michelin Polska (voorheen Stomil Olsztyn) was een  Poolse fabrikant van banden voor personenauto's, vrachtwagens, tractoren en landbouwmachines, gevestigd in Olsztyn. Het bedrijf ontstond toen de in 1967 als staatsbedrijf opgerichte bandenfabriek OZOS „Stomil” in 1992 werd geprivatiseerd. 
In 1995 verkreeg Michelin een meerderheidsaandeel in Stomil. Van 1995 tot 28 mei 2004 stond Stomil genoteerd op de effectenbeurs van Warschau. In 2005 kreeg Michelin volledige zeggenschap over Stomil en wijzigde de naam van de fabriek in Michelin Polska S.A.. Met ongeveer 4000 werknemers is deze Poolse vestiging een van de grootste Michelinfabrieken en de grootste bandenfabrikant in Polen.